# Parata Airlines
Parata Airlines是韓國一家以江原特別自治道襄陽國際機場為樞紐機場的低成本航空公司，前身是已停止營運的江原航空，2019年11月22日開航，於2023年5月停飛所有航線至今。

## 概述
Parata Airlines於2016年成立，初始名稱為襄陽航空(FlyYangYang），在2018年4月1日更名為江原航空(Fly Gangwon)，曾多次向韓國國土交通部提交營運許可遭拒，最終於2019年3月5日獲得國土交通部批准，2019年11月22日開航首條航線-襄陽至濟州特別自治道濟州機場的國內航班，2019年12月26日開航首條國際航線-襄陽至臺灣桃園市桃園國際機場，之後陸續開航數個航線。
受到嚴重特殊傳染性肺炎疫情影響，江原航空遭逢嚴重公司財政問題，雖然得到公部門的財政支援，江原航空仍於2023年5月停飛所有航線，並宣布破產重整。2024年7月，家用電器公司Winix收購江原航空全部股份，並將公司名稱更名為Parata Airlines，預計復航但暫無明確時間表。

## 機隊
| 機型             | 數量 | 備註 |
| ---------------- | ---- | ---- |
| 空中巴士A320-200 | 2    |      |
| 空中巴士A330-200 | 2    |      |

## 外部連結
PARATA AIR